# Campionati africani di atletica leggera 2018 - Salto con l'asta maschile
La specialità del salto con l'asta maschile ai campionati africani di atletica leggera di Asaba 2018 si è svolta il 4 agosto allo Stadio Stephen Keshi.

## Programma
| Data          | Ora   | Evento |
| ------------- | ----- | ------ |
| 4 agosto 2018 | 18:50 | Finale |

## Podio
| Oro     | Mohamed Amine Romdhana Tunisia |
| Argento | Valco van Wyk Sudafrica        |
| Bronzo  | Mejdi Chehata Tunisia          |

## Risultati

### Finale
| Class   | Atleta                 | Nazione   | 4.10 | 4.20 | 4.70 | 4.80 | 4.90 | 5.00 | 5.10 | 5.20 | 5.25 | Risultato | Note |
| ------- | ---------------------- | --------- | ---- | ---- | ---- | ---- | ---- | ---- | ---- | ---- | ---- | --------- | ---- |
| Oro     | Mohamed Amine Romdhana | Tunisia   | –    | –    | –    | x–   | o    | o    | o    | o    | xxx  | 5.20      |      |
| Argento | Valco van Wyk          | Sudafrica | –    | –    | –    | xo   | o    | o    | o    | xxx  |      | 5.10      |      |
| Bronzo  | Mejdi Chehata          | Tunisia   | –    | –    | o    | x–   | xo   | xo   | xxo  | xxx  |      | 5.10      |      |
| 4       | Ekhardt van der Watt   | Sudafrica | –    | –    | o    | o    | o    | xxx  |      |      |      | 4.90      |      |
| 5       | Samson Basha           | Etiopia   | xo   | xxx  |      |      |      |      |      |      |      | 4.10      |      |
| N.D.    | Hichem Cherabi         | Algeria   | –    | –    | x–   | xx   |      |      |      |      |      | nm        |      |